# Ethel Lang
Ethel Lang (Worsbrough, 27 mei 1900 – Barnsley, 15 januari 2015) was een Britse supereeuwelinge.

## Levensloop
Lang werd geboren in Worsbrough bij Barnsley als Ethel Lancaster. Ze huwde in 1922 met William Lang, en zij hadden samen één dochter, Margaret, geboren in 1923. Na de dood van de toen bijna 114-jarige Grace Jones eind 2013 werd Lang de oudste Britse. Lang overleed begin 2015 op ruim 114 1/2-jarige leeftijd in Barnsley, South Yorkshire. Ze was op dat moment de op zeven na oudste persoon ter wereld en de op een na oudste van Europa, na de 115-jarige Italiaanse Emma Morano, die het later nog zou schoppen tot oudste persoon ter wereld. Ze was bovendien de laatste Britse die nog werd geboren in de 19e eeuw en tijdens het victoriaans tijdperk.